# Cerithiella insignis
Cerithiella insignis is een slakkensoort uit de familie van de Newtoniellidae. De wetenschappelijke naam van de soort is voor het eerst geldig gepubliceerd in 1885 door Jeffreys.